# ماری-سوزان ژیروس
ماری-سوزان ژیروس (فرانسوی: Marie-Suzanne Giroust‎; ۹ مارس ۱۷۳۴ – ۳۱ اوت ۱۷۷۲) نقاش، مینیاتوریست و پاستلیست زن اهل فرانسه بود که به خاطر پرتره‌هایش معروف است. او یکی از اعضای آکادمی سلطنتی نقاشی و مجسمه‌سازی بود. تنها تعداد کمی از آثار ژیروس شناسایی شده‌است.

## نگارخانه

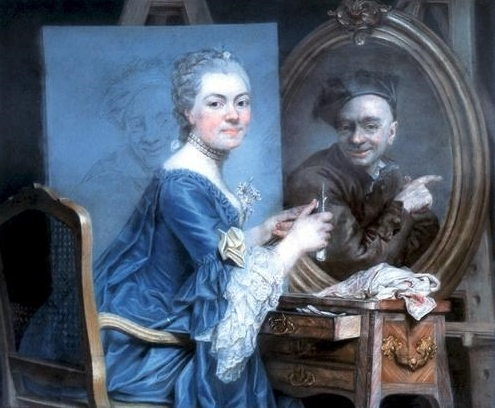
Self-Portrait with Her Teacher, Maurice Quentin de La Tour (ca. 1760)
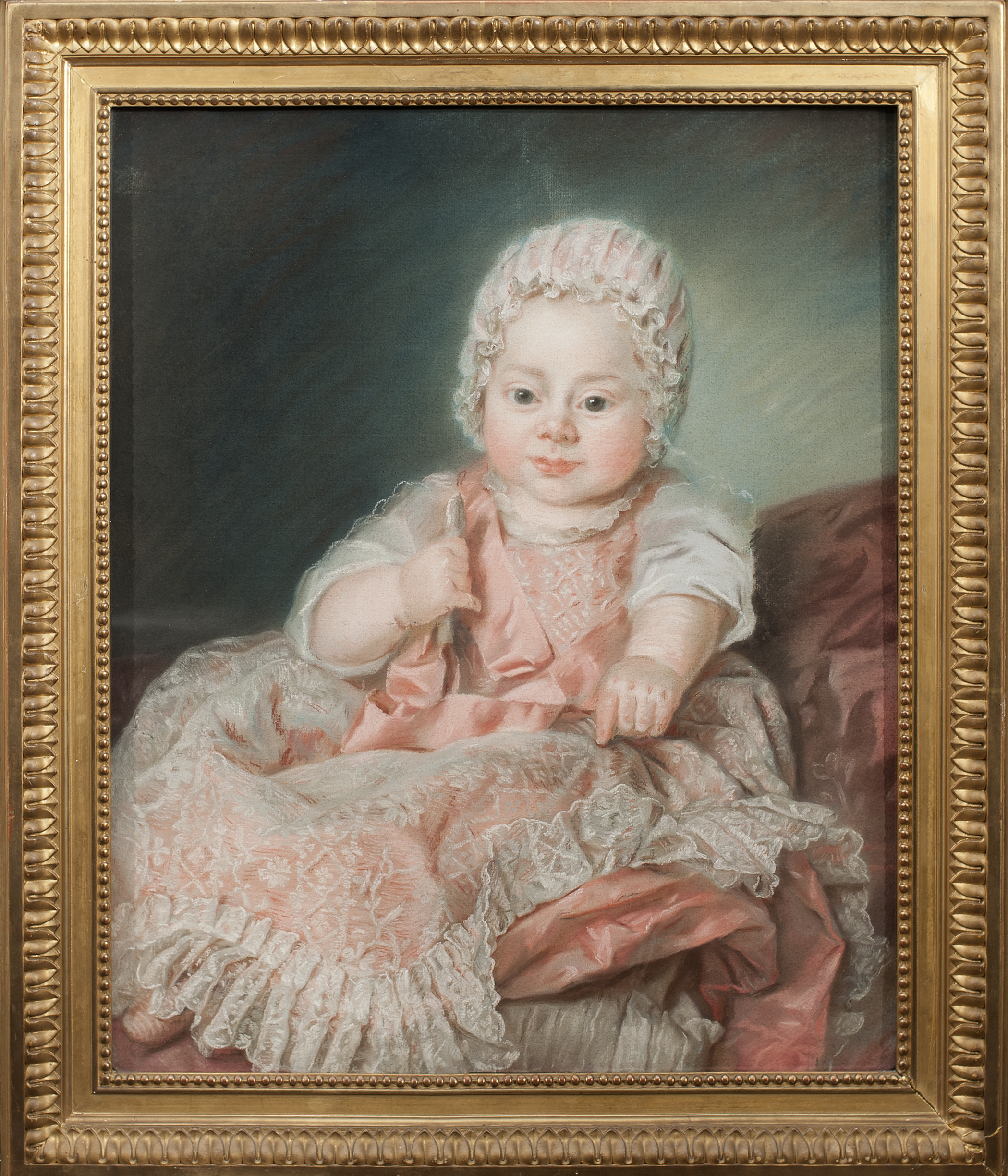
Portrait of Alexandre Antoine Roslin (ca. 1764–65)
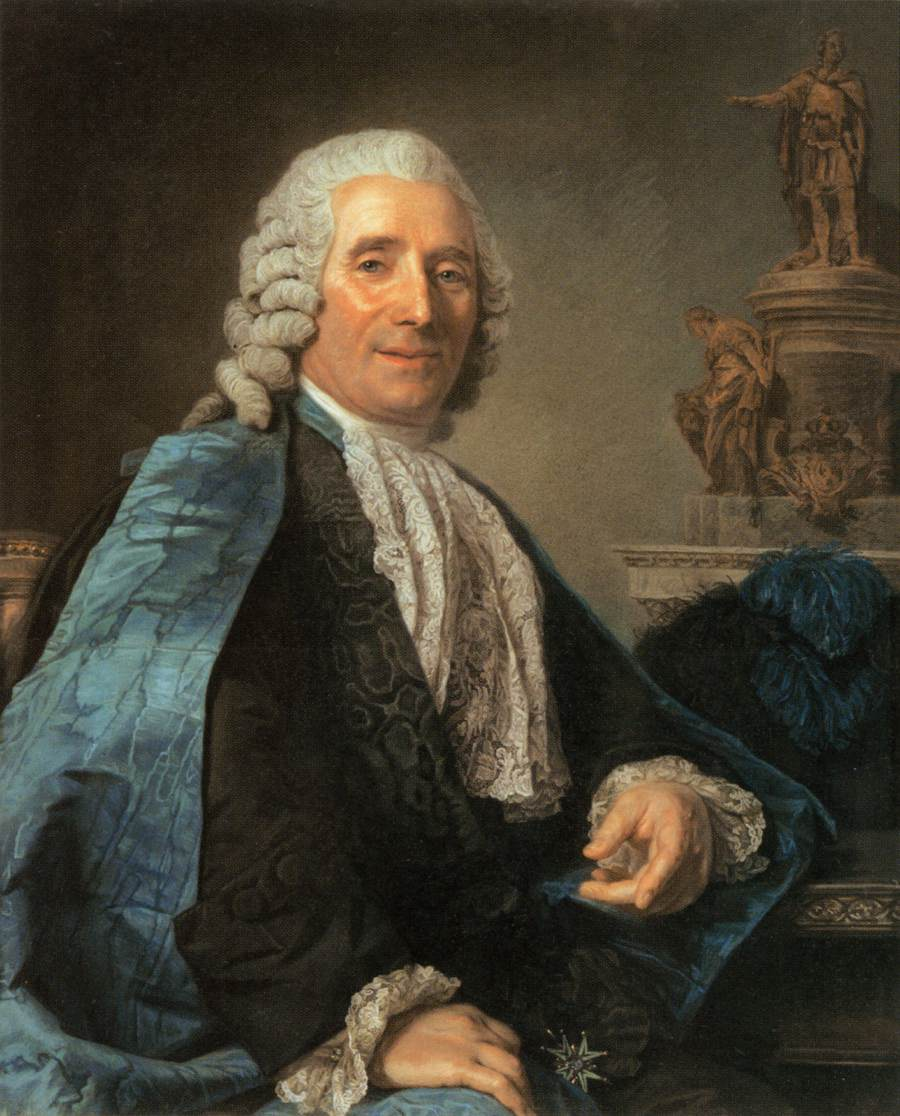
Portrait of the Sculptor Jean-Baptiste Pigalle (1770)
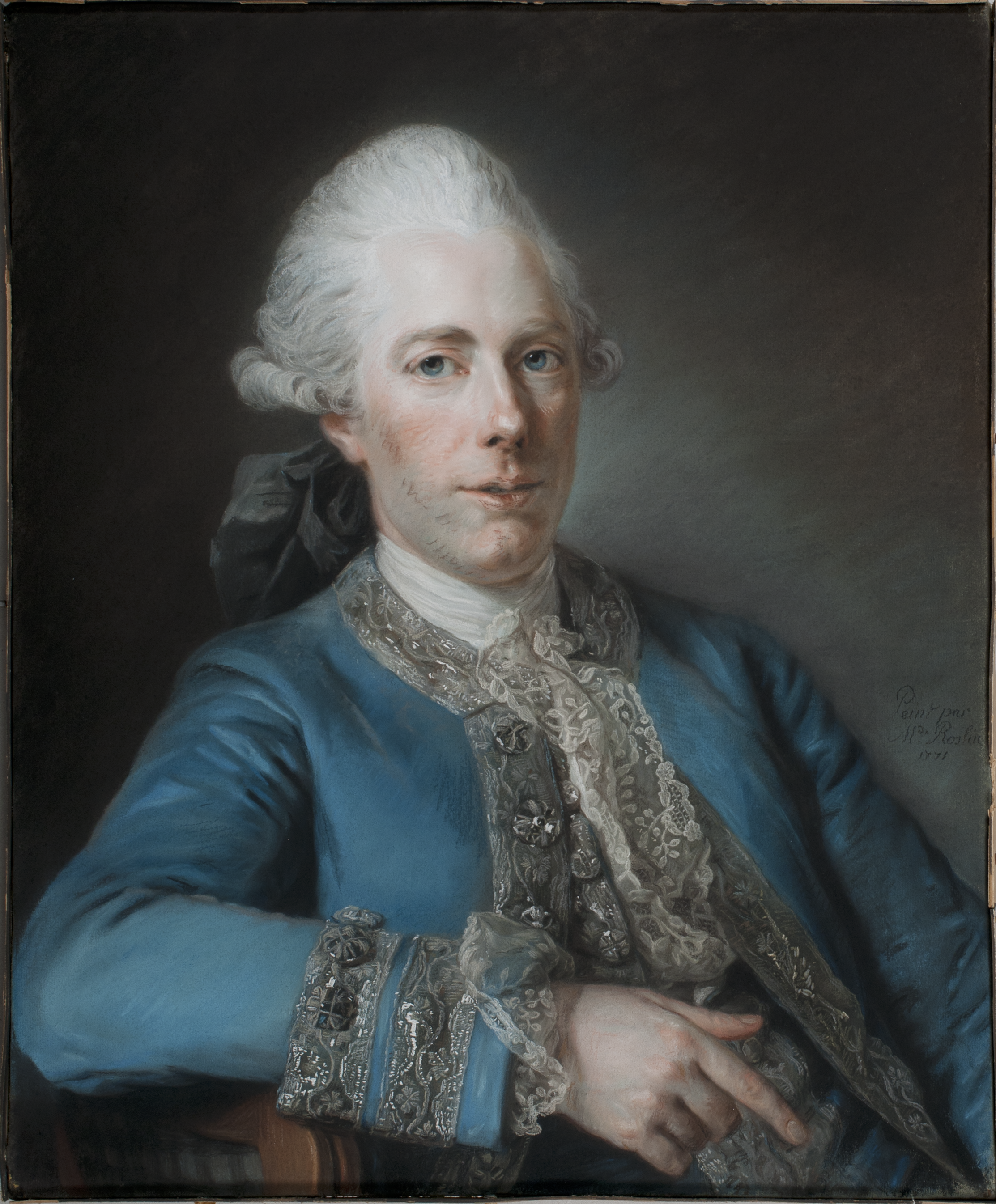
Portrait of Marie-Joseph Peyre (1771)
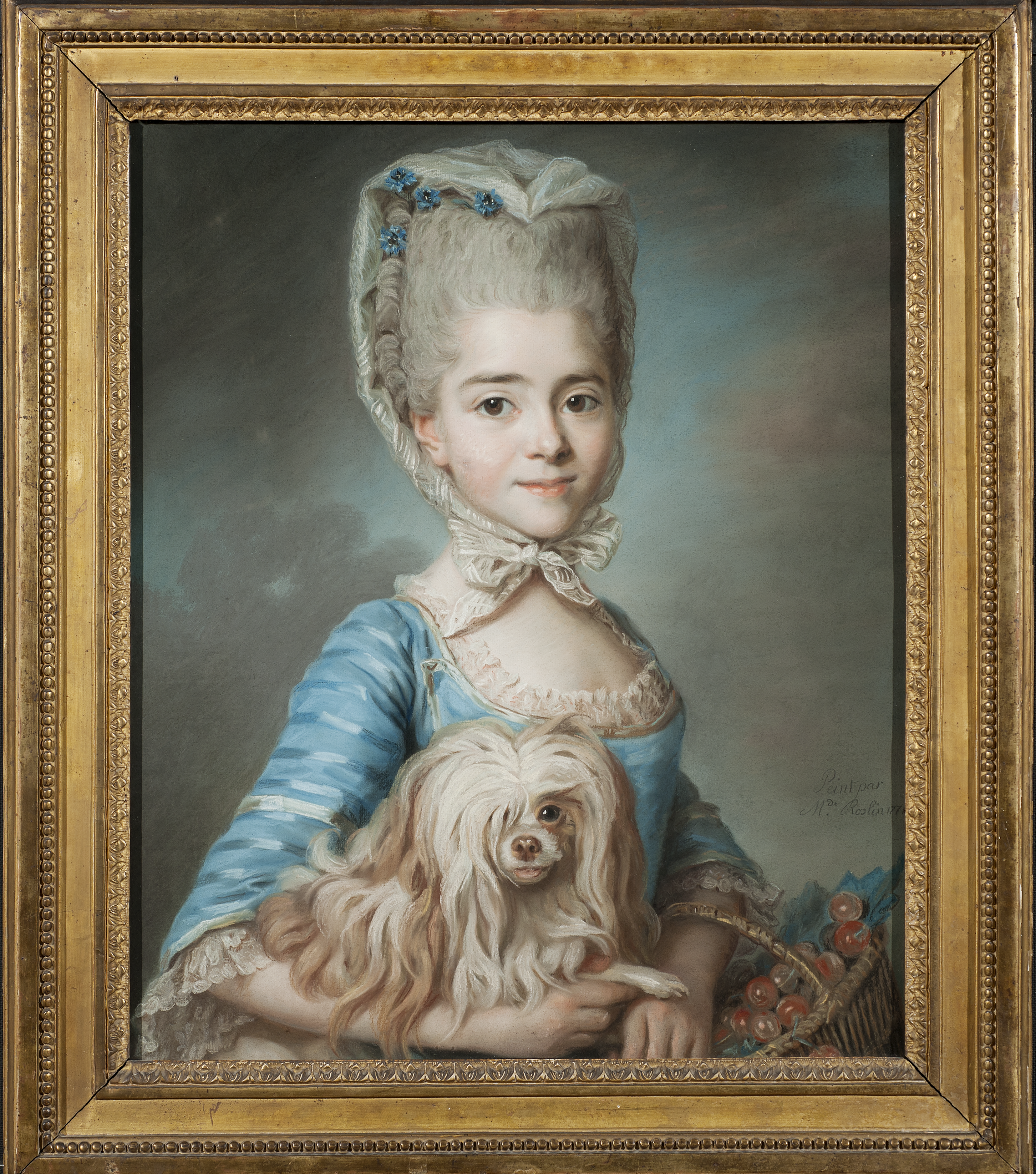
Portrait of Augustine-Suzanne Roslin (1771)